# Georges Ricard-Cordingley

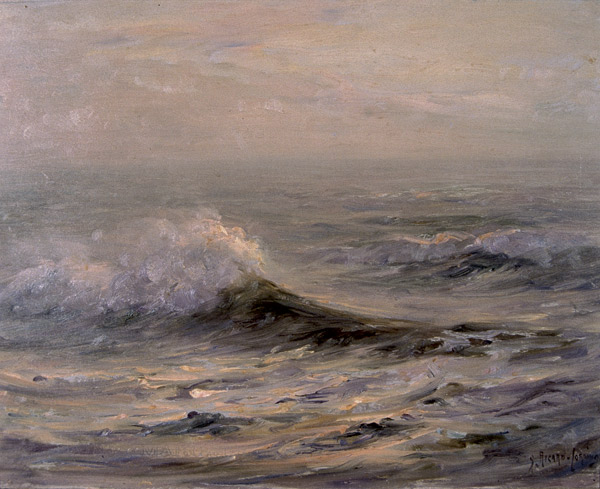
Pintura de Georges Ricard-Cordingley titulada "Ola Saltante". 1930.

Georges Ricard-Cordingley (30 de enero de 1873 – 25 de abril de 1939) fue un pintor francés.

No pinto lo que veo si no lo que siento, si es viento que sople, si es lluvia, que la sintamos atravesarnos, si es sol, que digan que estamos en un horno. G. Ricard-Cordingley

## Biografía
Era hijo de Georges Ricard en Lyon, hijo de Prosper Louis Ricard, 40 años, y de Georgina Marie Cordingley. Su infancia se desarrolló en Lyon y Boulogne / Mer. Tenía dones precoces para el dibujo. En 1885, su padre fallece. En 1887, alumno de Jean-Charles Cazin (1840-1901), un paisajista de Pas-de-Calais y de la Côte d’Opale. Y de 1887 a 1889 en el Colegio de Arte de Lyon. Estudió en la Academia Julián de París. Sus profesores Benjamin Constant, Louis Martinet, Jules Lefèvre.
Con 19 años fallece su madre. Se instala en Inglaterra con una familia que lo acoge. Agrega el apellido de su madre al suyo. Primer embarque para el mar del Norte con la Royal Mission parte a  : : Deep Sea Fisherman. Comienza sus primeros estudios de marina. y se produce gran éxito de su pintura en la corte de la Reina Victoria. 
En 1895 segundo embarque en el mar del Norte. Numerosos estudios de olas y nuves. Pinta varias vistas del puerto y portratos de pescadores. Exposiciones en París y Londres. Y en 1896 tercer embarque en el mar del Norte y Atlántico con la sociedad de obras del mar. Naufraga en Isla de Terranova. Para 1901 se instala en un taller en Boulogne / Mer. Comparte su tiempo entre Londres, París y Boulogne / Mer. Pinta retratos y marinas. En 1903 realiza la decoración del casino de Wimereux (Pas-de Calais). Y entre 1909 a 1910 viaja y expone en Australia.
Se casó con Suzanne Giraud-Teulon que le dará 3 hijos: Eliane (1913-1945), Louis (1917-1942) y Gabrielle (1924). En la Primera Guerra Mundial es trasladado a Lyon como camillero y continua a dibujar. Se instala en Cannes « Villa des Enfants », y compra la « Villa René » (Boulogne / Mer). De 1924 a 1928 se instala en Neuilly / Seine. Comparte su vida entre la región de París, donde vive, Cannes y Boulogne / Mer. Numerosos viajes en Normandía, Bretaña, Mediterráneo, África del Norte. Expone en París, Cannes, Boulogne / Mer y los periféricos. Recorre las regiones de lagos (Suiza, Italia, Francia). Luego hasta 1930 hace viajes a Países Bajos. Se instala en el País Vasco, navega en el mar del Norte.
Entre 1931 a 1934 hace viajes a África del Norte, particularemente en Marruecos, donde haría una exposición en 1934. Pasa el invierno en Cannes y el verano en Boulogne / Mer. Pinta en Cannes, en Bretaña. Viaja a España y Portugal.
En 1936, se instala en Mougins y luego en Cannet (quiere acercarse al mar). Y en 1939, fallece en Cannes debido a una congestión cerebral.

## Análisis
Pierre Miquel (1921-2002), historiador de arte y experto escribe a cerca del artista.
Georges Ricard-Cordingley es el único pintor de marina de Lyon. Es un artista de la escuela de Lyon por su gusto por el esoterismo, el rol dedicado al arte tanto en sus escritos que en su sensibilidad, sus tonos delicados, sus sutiles armonías. Georges Ricard-Cordingley : una mezcla de moderación, delicadeza con una ausencia de audacia aparente en la traducción de sus sentimientos y emociones. Como rasgos comunes a Orsel como a Flandrin. Nacido de un padre de apellido Ricard (varios artistas sin lazos parentales llevan ese apellido) y una madre inglesa nacida Cordingley. Para distinguirse, mezcla sus dos patrónimos en su firma de artista. Ricard-Cordingley fue designado como pintor de grises coloreados, tonos que encontramos en el estilo matizado de dos escuelas y en la atmósfera de las dos ciudades Lyon y Londres donde su nombre debuta. Los otros dos polos donde permanece son Boulogne Sur Mar y Cannes. De brumas matinales del mar del Norte a brumas crepusculares de la costa de Azur existía un lazo y su obra se complació en lo incierto e indeterminado que traduce también su bilingüismo artístico de emociones dulces y tiernas. Si el « can’t » es la regla, la medida es la sola ley de la armonía. Su dibujo es sutil, lápiz oscuro en Marruecos y la alta montaña pero utiliza el carboncillo de que se trata del mar. El carboncillo con su luz sombra es una técnica indispensable de pintura de noche. Diferente o más que todo diversa, en acuarela, carboncillo, su obre lleva la marca de un sueño que hace la diferencia. Luego de la destrucción de su taller en 1940 en Boulogne / Mer por la guerra, que queda de sus creaciones de sus retratos de juventud que encantaban la « gentry », de grandes decoraciones notablemente la del casino de Wimereux, el también destruido. Para juzgar sus ambiciones y sueños quedan 250 estudios, aún menos de acuarelas y dibujos aparte de las pinturas vendidas en vida. Existe sin embargo un « liber veritatis » donde este angustiado por la perfección ha apuntado, los croquis y acuarelas. Lo que comerciantes y coleccionadores han desparramado en el mundo. El día vendrá cuando el blanco navío de sueños místicos de Lyon y los acantilados claros de la legendaria Albión se unirán para un homenaje a su conciudadano ya muy olvidado.

## Obras y exposiciones
Figuran en diferentes museos de Francia : París, Museo Nacional de la Marina, Museo de Arte Moderno - Museos de Boulogne / Mer, Berck / Mer, y le Touquet - Toulon, Museo de Arte - Cannes, Museo de la Castre - Menton, Museo de Bellos Artes.
Las 2 últimas exposiciones en Francia han sido presentadas en Toulon, Museo Nacional de la Marina (01/06/2006- 30/04/2007) y Brest, museo Nacional de la Marina (25/05/2007-31/12/2007)
Fuera de Francia : colecciones Reales de Inglaterra - Museo de Arte de Filadelfia, Estados Unidos - Museo del Hermitage, San Petersburgo, y Museo de Bellos Artes Pouchkine, Rusia ; Museo de Casablanca en Marruecos.

### Video
Yves Legrain-Crist, Le Voyage de Georges Ricard Cordingley. Filme documentario de 26 min 2003, production Kanari Films.